# Eugénie Söderberg
Henya Eugénie Söderberg, später Perls (* 25. März 1903 in Heidelberg als Henya Eugénie Riwkin; † Januar 1973 in New York) war eine schwedisch-US-amerikanische Journalistin, Autorin und Übersetzerin.

## Biografie

### Familie in Schweden
Eugénie Riwkin war die älteste Tochter des Kaufmanns Schalom Schender „Alexander“ Riwkin (1878–1930). und Frida Perelman (1881–1944) sowie die Schwester der Fotografin Anna Riwkin und des Redakteurs Josef Riwkin.
Eugénie Riwkin heiratete am 24. Dezember 1927 den Schriftsteller Mikael Söderberg (1903–1931).  Er war der Sohn von Märta und Hjalmar Söderberg, der Bruder der Schauspielerin Dora, des Historikers Tom und Halbbruder der Schauspielerin Betty Söderberg.

### Leben in den Vereinigten Staaten
Nach Mikael Söderbergs Tod zog Eugénie Riwkin-Söderberg aus Europa fort. Im April 1940 fuhr sie an Bord der Kungsholm von Haiti nach Havanna und von dort aus weiter nach New York. Sie ließ sich in New York nieder und berichtete in einem Brief vom August 1940 an Hjalmar Söderberg, dass es in dem Land eine Menge großartiger Sachen gibt, aber dass sie es dort gleichzeitig auch sehr beängstigend findet.

### Journalistin in New York
Nachdem Hjalmar Söderberg verstorben war, schrieb Eugénia Riwkin-Söderberg in New York einen Artikel über ihn – eine Analyse seiner Person und seiner Autorenschaft. Es ist nicht bekannt, wo der Artikel veröffentlicht wurde, aber sie schickte das Manuskript an Söderbergs Frau in Kopenhagen. Diese schrieb einen Dankesbrief und erklärte, dass ihre Tochter Betty und ihr Schwiegersohn Hakon Stangerup ihr die übersetzte Version des Artikels vorgelesen haben. Der letzte Brief von Eugénie an Emilie Söderberg stammt aus dem Jahr 1949. Eugéine Riwkin lebte später dauerhaft in New York und heiratete 1941 den bekannten Antiquitätenhändler und Galeristen Hugo Perls. In New York war sie weiterhin als Journalistin tätig, unter anderem auch für skandinavische Zeitungen. Für das Buch Mohikana arbeitete sie mit ihrer Schwester, der Fotografin Anna Riwkin, zusammen. Ihr dritter Roman, Min son är min, wurde in Schweden beim Verlag Rabén & Sjögren veröffentlicht. Bis zu ihrem Tod schickte sie Geld für die Pflege von Mikael Söderbergs Grab nach Schweden.

### Epilog
Bei der Stony Brook University in Long Island gibt es die Eugenie Soderberg Collection, eine Sammlung von Briefen, Artikeln, Manuskripten und Tagebüchern, die ins Russische, Schwedische, Deutsche, Französische und Englische übersetzt wurden.

## Bibliografie (Auswahl)
- 1933 – Kulturen i Sovjet (als Eugénie Riwkin-Söderberg, Bonnier)
- 1936 – Studentfabriken: roman (Bonnier)
- 1947 – Med bästa avsikt: roman (Medén)
- 1961 – Mokihana bor på Hawaii (Rabén & Sjögren)
  - Deutsche Übersetzung: Mokihana (1962)
- 1962 – Hawaii (zusammen mut Anna Riwkin-Brick)
- 1965 – Min son är min (Rabén & Sjögren)
- 1970 – „Kollektivet kring Spektrum“. In der Zeitschrift Bonniers litterära magasin, 1970: nr 8